# قوی‌دلان
قوی‌دلان یکی از روستاهای استان آذربایجان شرقی است که در دهستان چاراویماق جنوب شرقی بخش شادیان شهرستان چاراویماق واقع شده‌است.این روستا ۹۵ نفر جمعیت دارد.
خانواده های اختیاری ،حاجوی، رسنمی ، جمشیدی و ذوالقدری در این روستا ساکن می‌باشند قوی دلان